# Furio Diaz
Furio Diaz (Livorno, 14 aprile 1916 – Livorno, 9 dicembre 2011) è stato uno storico e politico italiano.

## Biografia
Ha insegnato storia moderna all'Università di Pisa e storia e storiografia dell'età moderna alla Scuola Normale Superiore di Pisa. Fratello di Laura Diaz, è stato sindaco di Livorno dal 1944 al 1954.
Fu un intellettuale tra i più brillanti del Pci, dal quale uscì nel 1957, in seguito ai fatti di Ungheria, insieme ad Antonio Giolitti, aderendo successivamente al Psi. Membro della direzione della "Rivista storica italiana" e del comitato scientifico della Fondazione Giangiacomo Feltrinelli.
Nel 1963 è entrato all'Università di Pisa come professore incaricato di storia moderna. Nel 1966 è divenuto professore ordinario presso la Facoltà di Scienze Politiche, dove è stato direttore dell'Istituto di Scienze Politiche e dove ha insegnato storia moderna fino al 1975-1976. Dal 1968 ha affiancato a questo ruolo l'incarico di storia presso la Scuola Normale Superiore di Pisa. Nel 1983 ha ricevuto una borsa di studio Fulbright con cui ha insegnato presso la Brown University.
I suoi interessi prevalenti abbracciano il Settecento francese e la Toscana lorenese. Il titolo di una sua raccolta, "Per una storia illuministica", suggerisce un ideale non solo storiografico. Dopo un lavoro sullo storicismo ed un lavoro su Voltaire storico, ha dato alle stampe "Filosofia e politica nel Settecento francese" e "Francesco Maria Gianni. Dalla burocrazia alla politica sotto Pietro Leopoldo di Toscana". Tra i suoi volumi merita una citazione anche "L'incomprensione italiana della Rivoluzione francese".
Da segnalare, infine, il volume sulla Toscana medicea nell'ambito della "Storia d'Italia" Utet. Ha anche curato la traduzione italiana degli scritti di Diderot.

## Opere
- Storicismi e storicità, Parenti, 1956.
- Voltaire storico, Torino, Einaudi, 1958.
- Filosofia e politica nel Settecento francese, Collana Biblioteca di cultura storica, Torino, Einaudi, 1962-1973.
- Francesco Maria Gianni. Dalla burocrazia alla politica sotto Pietro Leopoldo di Toscana, Milano-Napoli, Ricciardi, 1966.
- Per una storia illuministica, Collana Esperienze, Napoli, Guida, 1973, ISBN 88-7042-379-4.
- Dal movimento dei lumi al movimento dei popoli. L'Europa tra illuminismo e rivoluzione, Il Mulino, Bologna, 1986.
- I Lorena in Toscana. La Reggenza, Collana Storia degli Stati Italiani dal Medioevo all'Unità, Torino, UTET Università, 1988, ISBN 978-88-775-0132-5.
- L'incomprensione italiana della Rivoluzione francese (Dagli inizi i primi del Novecento), Torino, Bollati Boringhieri, 1989.
- La stagione arida. Riflessioni sulla vita civile d'Italia dal dopoguerra ad oggi, Collana Saggi, Milano, Mondadori, 1992.
- L'utopia liberale, Roma-Bari, Laterza, 1995.
- Storici dell'Ottocento, Collana Cento libri per mille anni, Roma, Istituto Poligrafico dello Stato, 2003, ISBN 978-88-240-1977-4.